# Erdbeben in Badachschan 2023
Am 21. März 2023 ereignete sich in der Provinz Badachschan in Afghanistan ein Erdbeben einer Stärke zwischen 6,5 und 6,8. Das Epizentrum des Erdbebens lag 40 km südöstlich von Jurm.

## Erdbeben
Das United States Geological Survey berichtete von einer Magnitude von Mww 6,5, während das Pakistanische Meteorologische Department angab, dass das Erdbeben eine Stärke von 6,8 hatte. Das Erdbeben wurde anfangs irrtümlicherweise als Mww 7,7 gemeldet. Es wurde von etwa 285 Millionen Menschen in Pakistan, Indien, Usbekistan, Tadschikistan, Kasachstan, Kirgisistan, Afghanistan und Turkmenistan in einem Radius von 1000 km gespürt, berichtet das European-Mediterranean Seismological Centre.